# Loxaspilates arrizanaria
Loxaspilates arrizanaria es una polilla de la familia Geometridae. 
Se encuentra en Taiwán.
Fue descrita por Bastelberger en 1909. No se han descrito subespecies.